# Chała (demon)
Chały lub ały – w mitologii Słowian bałkańskch demoniczne duchy powietrzne. Wyobrażano je sobie jako uskrzydlone węże niszczące uprawy, mieszkające w ciemnych burzowych chmurach. Mogły przybierać też postać ptaków, zwierząt bądź ludzi i tylko człowiek o sześciu palcach mógł je poznać. Kiedy walczyły między sobą o terytorium, obrzucały się lodem, powodując burzę z gradem. Krwawa barwa słońca lub księżyca była spowodowana kąsaniem ich przez chały, a skrzydłami powodowały zaćmienia tych obiektów. Ich taniec powoduje wichury. Prawdopodobnie jest to lokalna nazwa ogólnosłowiańskich żmijów, podobnie jak ażdacha.